# Con đường Tơ lụa: Hành lang Zarafshan-Karakum
Con đường Tơ lụa: Hành lang Zarafshan-Karakum là một Di sản thế giới được UNESCO công nhận bao gồm phần Con đường tơ lụa cổ đại và các di tích lịch sử dọc theo tuyến đường Hành lang Zarafshan-Karakum. Di sản này trải dài 886 km qua Tajikistan, Turkmenistan và Uzbekistan bao gồm 31 địa điểm.

## Vị trí
Hàng lang Zarafshan-Karakum nằm ở Trung Á, đi qua 7 vùng địa lý gồm cao nguyên, chân núi, đồng bằng, vùng tưới tiêu nhân tạo, ốc đảo, thảo nguyên ngải tây và sa mạc.

## Địa điểm
Di sản này bao gồm 31 địa điểm nằm tại 3 quốc gia:

### Tajikistan
- Khu định cư Khisorak
- Lâu đài trên núi Mugh
- Khu định cư Kum
- Khu định cư Gardani Khisor
- Pháo đài Tali Khamtuda
- Lăng Khoja Mukhammad Bashoro
- Hệ thống tưới tiêu Toksankoriz
- Khu định cư Sanjarshakh
- Tàn tích của Thị trấn cổ Penjikent

### Uzbekistan
- Đền Jartepa II
- Suleimantepa
- Khu định cư Kafirkala
- Khu định cư Dabusiya
- Tổ hợp kiến trúc Kasim Sheikh
- Lăng Mir-Sayid Bakhrom
- Nhà nghỉ lữ hành Rabati Malik
- Nhà thờ Hồi giáo Deggaron
- Chasma-i Ayub Khazira
- Khu định cư Vardanze
- Tháp giáo đường Vobkent
- Tổ hợp kiến trúc Bahouddin Naqshband
- Nghĩa địa Chor Bakr
- Khu định cư Varakhsha
- Khu định cư Paikend

### Turkmenistan
- Khu định cư Amul
- Nhà nghỉ lữ hành Mansaf (a)
- Nhà nghỉ lữ hành Mansaf (b)
- Nhà nghỉ lữ hành Konegala